# Jennifer Smit
Jennifer Smit (Subiaco, 3 novembre 1958) è una scrittrice, ex discobola e pesista olandese.

## Biografia
Jennifer inizia la sua attività sportiva all'età di 14 anni. 
Dopo vari successi a livello giovanile decide, nel 1978, di partire per gli Stati Uniti.
Entrò presto nell'Università del Texas a El Paso continuando a gareggiare nelle specialità di getto del peso e lancio del disco.
Nel 1978 conquista ben due titoli NCAA nel getto del peso (al coperto e all'aperto) entrando, grazie alle ottime prestazioni, anche nella UTEP Hall of Fame.

### Ria Stalman
Nel marzo 1992 accusò pubblicamente, sulle pagine del giornale olandese De Krant op Zondag, l'ex lanciatrice Ria Stalman di aver utilizzato sostanze dopanti sin dal 1982 con la complicità dei dirigenti della Federazione di atletica leggera olandese (KNAU) che avvertivano in anticipo l'atleta di possibili controlli antidoping.
La vicenda si concluse con la Federazione olandese e Stalman che negarono l'accusa minacciando una querela.

## Attività extrasportive e vita privata
Vive a Rotterdam ed è una scrittrice. È sposata con lo scrittore e compositore Joe Elenbaas.

### Apparizioni televisive
Tornata da tempo in Olanda dopo il termine della sua carriera sportiva, ha partecipato due volte al programma televisivo Expedition Robinson. Durante la sua prima partecipazione nel 2001, ha dovuto abbandonare il programma a causa di una grave allergia al cocco. Nel 2006 è stata la migliore partecipante femminile nel corso dell'edizione speciale Allstar (Battle of the Titans), concludendo poi in finale al secondo posto.

## Campionati nazionali

### Olanda
- 3 volte campionessa nazionale nel getto del peso (1978/1980)

1976
- Bronzo ai Campionati nazionali olandesi indoor, penthatlon - 3 299 p.,

1977
- Bronzo ai Campionati nazionali olandesi indoor, getto del peso - 12,90 m
- Bronzo ai Campionati nazionali olandesi, getto del peso - 13,10 m
- 10ª ai Campionati nazionali olandesi, salto in lungo - 5,52 m

1978
- Oro ai Campionati nazionali olandesi, getto del peso - 14,33 m
- 8ª ai Campionati nazionali olandesi, lancio del disco - 40,40 m

1979
- Oro ai Campionati nazionali olandesi, getto del peso - 15,21 m

1980
- Oro ai Campionati nazionali olandesi, getto del peso - 14,41 m
- 6ª ai Campionati nazionali olandesi, lancio del disco - 45,24 m

1982
- Argento ai Campionati nazionali olandesi, getto del peso - 15,07 m
- 6ª ai Campionati nazionali olandesi, lancio del disco - 41,92 m

1983
- Argento ai Campionati nazionali olandesi, getto del peso - 15,49 m

### Stati Uniti d'America
- 1 volta campionessa nazionale NCAA nel getto del peso (1978)
- 1 volta campionessa nazionale indoor NCAA nel getto del peso (1978)

1978
- Oro ai Campionati nazionali indoor NCAA, getto del peso - 14,83 m
- Oro ai Campionati nazionali NCAA, getto del peso - 15,79 m